# Vanonus valgus
Vanonus valgus är en skalbaggsart som beskrevs av Werner 1990. Vanonus valgus ingår i släktet Vanonus och familjen ögonbaggar. Inga underarter finns listade i Catalogue of Life.